# Amastus peralta
Amastus peralta là một loài bướm đêm thuộc phân họ Arctiinae, họ Erebidae.